# Phanoperla lisu
Phanoperla lisu és una espècie d'insecte plecòpter pertanyent a la família dels pèrlids que es troba a Tailàndia.